# رودریگو باتگلیا
رودریگو باتگلیا (انگلیسی: Rodrigo Battaglia؛ زادهٔ ۱۲ ژوئیهٔ ۱۹۹۱) بازیکن فوتبال اهل آرژانتین است.
از باشگاه‌هایی که در آن بازی کرده‌است می‌توان به باشگاه فوتبال موریرنز، باشگاه ورزشی براگا، باشگاه فوتبال روساریو سنترال، باشگاه فوتبال راسینگ کلوب آویاندا، و باشگاه فوتبال اتلتیکو هوراکان اشاره کرد.
وی همچنین در تیم‌های ملی فوتبال زیر ۲۰ سال آرژانتین و آرژانتین بازی کرده‌است.